# بريجيت ريجان
بريجيت ريجان (بالإنجليزية: Bridget Regan)‏ (3 فبراير 1982 -) هي ممثلة أمريكية.

## حياتها
مواليد 3 فبراير 1982 في مقاطعة سان دييغو ، كاليفورنيا ، الولايات المتحدة.

## وصلات خارجية
- بريجيت ريجان على موقع IMDb (الإنجليزية)
- بريجيت ريجان على موقع ميتاكريتيك (الإنجليزية)
- بريجيت ريجان على موقع روتن توميتوز (الإنجليزية)
- بريجيت ريجان على موقع قاعدة بيانات الأفلام العربية
- بريجيت ريجان على موقع ألو سيني (الفرنسية)
- بريجيت ريجان على موقع تيرنر كلاسيك موفيز (الإنجليزية)
- بريجيت ريجان على موقع أول موفي (الإنجليزية)
- بريجيت ريجان على موقع قاعدة بيانات برودواي على الإنترنت (الإنجليزية)
- بريجيت ريجان على موقع ديسكوغز (الإنجليزية)
- بريجيت ريجان على موقع قاعدة بيانات الفيلم (الإنجليزية)